# Ripiena
In arte mineraria si definisce ripiena il materiale di scarto che viene rimesso in situ a riempimento dei cantieri di coltivazione ormai interamente sfruttati onde consentire una migliore stabilità delle gallerie ed anche il recupero delle eventuali armature installate quando il cantiere era in attività.

## Utilizzo
La realizzazione di una ripiena si rende necessaria in quei casi in cui la roccia in cui si esegue la coltivazione non è sufficientemente stabile da consentire di lasciare nella stessa importanti volumi vuoti senza compromettere la sicurezza. Qualora si sia coltivato la zona mineralizzata realizzando grandi cavità sostenute da una serie di pilastri lasciati in situ, la realizzazione di una ripiena consente inoltre l'abbattimento dei pilastri stessi e l'utilizzo del minerale che li costituisce.

## Materiale
Il materiale utilizzato per la realizzazione di una ripiena è solitamente il materiale roccioso che residua dalle procedure di arricchimento del minerale coltivato, ossia quel materiale non economicamente utilizzabile per l'ottenimento del minerale stesso, oppure quello estratto durante la realizzazione di gallerie di servizio o di avanzamento in aree non sufficientemente mineralizzate per renderne economico l'arricchimento stesso.

## Tipi di ripiena
A seconda della situazione operativa, e del metodo di coltivazione utilizzato, la ripiena può essere di tipi diversi.

### Ripiena sciolta
Le cavità non più utilizzate vengono semplicemente riempite con il materiale di scarto senza alcuna operazione successiva; questo tipo di ripiena viene utilizzato quando la roccia è sufficientemente stabile da consentire un assestamento della ripiena stessa ed un'eventuale aggiunta di nuovo materiale nel vuoto venutosi a creare con tale assestamento.

### Ripiena cementata
Qualora le condizioni di sicurezza lo richiedano, il materiale di scarto utilizzato viene preventivamente mischiato con calcestruzzo piuttosto liquido, in modo che la presa sia sufficientemente ritardata da consentire il trasporto del materiale fino al luogo di deposito (solitamente per caduta lungo piccoli pozzi di servizio, detti fornelli) e la sua sistemazione definitiva in loco.

### Ripiena montante al piede

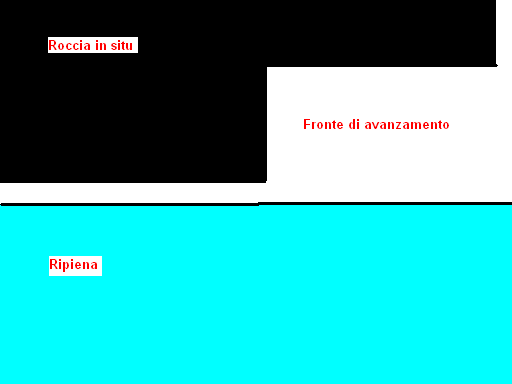
Schema di cantiere coltivato a gradino rovescio con ripiena montante al piede

Un particolare tipo di ripiena è la ripiena montante al piede, che può essere sia sciolta che cementata.
Questo tipo di ripiena, contrariamente all'uso generale, non viene realizzato successivamente all'esaurimento del cantiere, bensì durante la coltivazione dello stesso, coltivazione che viene effettuata con il metodo definito del "gradino rovescio". La coltivazione avviene per "fette" successive a partire da una galleria di base: al completamento di una delle "fette", quasi tutto il vuoto venutosi a creare viene riempito con materiale di ripiena che viene pertanto a trovarsi al di sotto della "fetta" successiva, costituendo nel contempo sia un aiuto alla stabilità del cantiere che il piano di calpestio per la coltivazione della "fetta" superiore.
Questo metodo di coltivazione si rivela particolarmente utile nel caso di giacimenti a forma di  filone, nei quali due delle dimensioni sono molto più grandi della terza.